# Дашковцы (Литинский район)
Да́шковцы (укр. Дашківці, пол. Daszkowce) — село в Винницком районе Винницкой области Украины.
Код КОАТУУ — 0522482201. Население по переписи 2001 года составляет 2217 человек. Почтовый индекс — 287302. Телефонный код — 4347.
Занимает площадь 0,56 км².
Первое упоминание о селе датируется XVIII веком. С апреля по ноябрь 1906 года в Дашковцах и Лукашевке состоялись крестьянские беспорядки.

## Религия
В селе действует храм Апостола и Евангелиста Иоанна Богослова Литинского благочиния Винницкой епархии Украинской православной церкви.

## Адрес местного совета
22363, Винницкая область, Винницкий р-н, с. Дашковцы, ул. Центральная, 110

## Известные уроженцы, жители
- Слободинский, Марк Яковлевич (1913 — ?) — советский участник Великой Отечественной войны и французского Сопротивления.
- Струмилин, Станислав Густавович (1877—1974) — советский экономист и статистик, академик АН СССР (1931), один из авторов пятилетних планов индустриализации СССР. Герой Социалистического Труда (1967). Лауреат Ленинской (1958) и Сталинской (1942) премий.